# Hergest Ridge
Albums de Mike Oldfield
Tubular Bells
(1973) The Orchestral Tubular Bells
(1975)
Hergest Ridge, paru en août 1974 chez Virgin Records, est le deuxième album studio du musicien britannique Mike Oldfield. Il tire son nom d'une colline du Herefordshire (Angleterre) non loin de laquelle s'est retiré Oldfield à la suite du succès de Tubular Bells sorti l'année précédente.

## Historique

### Enregistrement
L'album est entièrement enregistré au Manor, le studio d'enregistrement de Richard Branson situé à Shipton-on-Cherwell, dans l'Oxfordshire.

## Caractéristiques artistiques
À l'instar de son prédécesseur Tubular Bells et de son successeur Ommadawn, Hergest Ridge est composé de deux morceaux d'une vingtaine de minutes, chacun équivalant à une face de l'album.

### Part Two
La seconde partie contient, à partir de la neuvième minute, une séquence intitulée electric thunderstorm (« orage électrique ») durant laquelle se superposent les sons de quatre-vingt-dix guitares électriques,.

### Pochette
La photographie de la pochette a été prise à Hergest Ridge par Trevor Key, qui s'était déjà occupé de l'artwork de Tubular Bells. On peut y voir, déformés par un objectif fisheye, un avion radiocommandé ainsi que Bootleg, le lévrier irlandais du studio Manor. Mike Oldfield, plutôt déçu par le résultat qu'il jugeait « juste un peu bizarre » en comparaison de l'illustration de Tubular Bells, profita de la réédition de 2010 par Mercury Records pour demander une nouvelle illustration, présentant cette fois un planeur et une photographie aérienne basée sur Google Earth et Bluesky.

## Accueil
Les critiques sont globalement plus réservées qu'elles ne l'étaient pour Tubular Bells ; certains reprochent à Oldfield de reproduire, en moins bien, ce premier album, et considèrent que le musicien ne correspond en fin de compte qu'à un one-hit wonder. L'album atteint toutefois la première place des charts. Mais le fait qu'il soit dépassé seulement trois semaines plus tard par Tubular Bells, qui remporte en mars 1975 le Grammy Award de la meilleure composition instrumentale,,,, tend à appuyer cette vision des choses.

## Titres

### 1974
| 1.    | Hergest Ridge, Part One | 21:40 |
| 2.    | Hergest Ridge, Part Two | 18:51 |
| 40:31 |                         |       |

### Rééditions 2010 de Mercury Records
Référence pour la durée des morceaux : Universal Music

#### Single Disc Edition
| No | Titre                         | Durée |
| -- | ----------------------------- | ----- |
| 1. | Hergest Ridge (Part One)      | 19:21 |
| 2. | Hergest Ridge (Part Two)      | 18:46 |
| 3. | In Dulci Jubilo (For Maureen) | 2:45  |
| 4. | Spanish Tune                  | 3:11  |

- Pistes 1 et 2 : 2010 Stereo Mix par Mike Oldfield

#### Deluxe Edition
| No | Titre                         | Durée |
| -- | ----------------------------- | ----- |
| 1. | Hergest Ridge (Part One)      | 19:21 |
| 2. | Hergest Ridge (Part Two)      | 18:46 |
| 3. | In Dulci Jubilo (For Maureen) | 2:45  |
| 4. | Spanish Tune                  | 3:11  |

- Pistes 1 et 2 : 2010 Stereo Mix par Mike Oldfield

| 1. | Hergest Ridge (Part One) | 21:32 |
| 2. | Hergest Ridge (Part Two) | 18:40 |
| 3. | Hergest Ridge            | 20:21 |
| 4. | Hergest Ridge            | 18:13 |

- Pistes 1 et 2 : 1974 Stereo Mix
- Pistes 3 et 4 : 1974 Demo Part One

| 1. | Hergest Ridge (Part One) | 19:20 |
| 2. | Hergest Ridge (Part Two) | 18:45 |

- 2010 5.1 Surround Mix par Mike Oldfield

#### Back To Black Vinyl Edition
| No | Titre                    | Durée |
| -- | ------------------------ | ----- |
| 1. | Hergest Ridge (Part One) | 21:32 |
| 2. | Hergest Ridge (Part Two) | 18:40 |

- 1974 Stereo Mix

## Musiciens
- Mike Oldfield - guitare électrique et acoustique, guitare espagnole, basse, mandoline, orgue Hammond, orgue Lowrey, glockenspiel, gong, clochettes, timbales, cloches tubulaires[Note 1]
- Chili Charles - caisse claire
- Lindsay Cooper - hautbois
- June Whiting - hautbois
- Ted Hobart - trompette
- Sally Oldfield - chant
- Clodagh Simmonds - chant
- Chœurs & cordes dirigées par David Bedford

## Classements
| Pays        | Chart           | Meilleure position | Réf    |
| ----------- | --------------- | ------------------ | ------ |
| États-Unis  | Billboard 200   | 87                 | [ 10 ] |
| Espagne     |                 | 54                 | [ 11 ] |
| Pays-Bas    |                 | 12                 | [ 11 ] |
| Royaume-Uni | UK Albums Chart | 1                  | [ 12 ] |

## Anecdotes
- Le seul contact du musicien avec l'extérieur était Richard Branson[réf. nécessaire].
- Bien qu'ayant été à la tête des charts britanniques pendant un moment, Hergest Ridge fut détrôné par Tubular Bells, signe que le public préférait le premier album d'Oldfield. Cela n'avait été réalisé que par les Beatles et Bob Dylan[réf. nécessaire].
- Une version orchestrale a été enregistrée par la suite, mais n'a pas été éditée en 33 tours, ni en CD.